# Międzyborze (Pogorzela)
Międzyborze ist ein Dorf der Gemeinde Pogorzela im Powiat Gostyński in der Woiwodschaft Großpolen im westlichen Zentral-Polen. Der Ort befindet sich etwa 4 km nordöstlich von Pogorzela, 19 km südöstlich von Gostyń, und 67 km südlich der Landeshauptstadt Poznań.

## Geschichte
In den Jahren 1975 bis 1998 gehörte der Ort zur Wojewodschaft Leszno.